# SticK Out
「SticK Out」（スティック・アウト）は、日本の歌手、KOTOKOの23枚目のシングルである。2020年11月17日にNBCユニバーサル・エンターテイメントジャパンから発売された。

## 概要
KOTOKOのシングルとしては前作「PLASMIC FIRE」から約4年ぶり、ソロシングルとしては前作「ZoNE-iT」以来約6年ぶりのリリースとなる。初回限定盤・通常盤の2形態で発売。ジャケットもそれぞれ異なっている。初回限定盤付属DVDに「SticK Out」のミュージック・ビデオが収録されている。アニメソングベストアルバム『KOTOKO Anime song's complete album "The Fable"』と同時発売。CD発売に先駆けて2020年10月10日より各音楽配信サービスにて「SticK Out」の単曲は先行配信が開始。
DECO*27が作曲を担当し、6作目のアルバム『空中パズル』の収録曲「黙れよ、ピーター」以来、約7年ぶりの楽曲提供となった。
表題曲の「SticK Out」は2020年10月放送開始のテレビアニメ『キングスレイド 意志を継ぐものたち』のエンディングテーマに起用されており、疾走感のあるロックテイストの楽曲に仕上がっている。自身の楽曲がテレビアニメの主題歌として起用されるのは、2017年発表の「▲MEW▲△MEW△CAKE」以来。
カップリング曲の「初雪ディスタンス」では、KOTOKOが作詞・作曲、I'veのクリエーター・C.G mixが編曲を担当している。歌詞について、KOTOKOが「（本作を発売時期には）ディスタンスっていう言葉を使うっていうのは物議を醸し出すだろうなとは思っていましたけど、あえてその言葉をモチーフにして。歌詞の内容としてはコロナには関係ない世界観で、恋愛の歌詞なんです。もちろん、受け取っていただく方の考えで全然いいなと思っているんですけど、ただ最近はディスタンスという単語に対してネガティブなイメージがついてしまったじゃないですか。でも実際はそうではなくて、もっと心の距離感とかを描ける、ロマンチックで切ない言葉だったはずなんです。そこをもう一度思い出してほしかったんですよね。」とコメントした	。

## チャート成績
2020年11月16日付オリコンデイリーチャートでは初登場7位にチャートインした。同年11月30日付の週間シングルランキングでは28位を獲得し、初動1,198枚を売り上げた。チャート登場回数は2回、累計1,354枚のセールスを記録した。

## 収録曲
CD
全作詞：KOTOKO
1. SticK Out
  - 作曲：DECO*27 / 編曲：Rockwell
  - テレビアニメ『キングスレイド 意志を継ぐものたち』エンディングテーマ
2. 初雪ディスタンス
  - 作曲：KOTOKO / 編曲：C.G mix
3. SticK Out (instrumental)
4. 初雪ディスタンス (instrumental)

DVD
1. SticK Out (Music Clip)